# Pegelturm Großer Goitzschesee

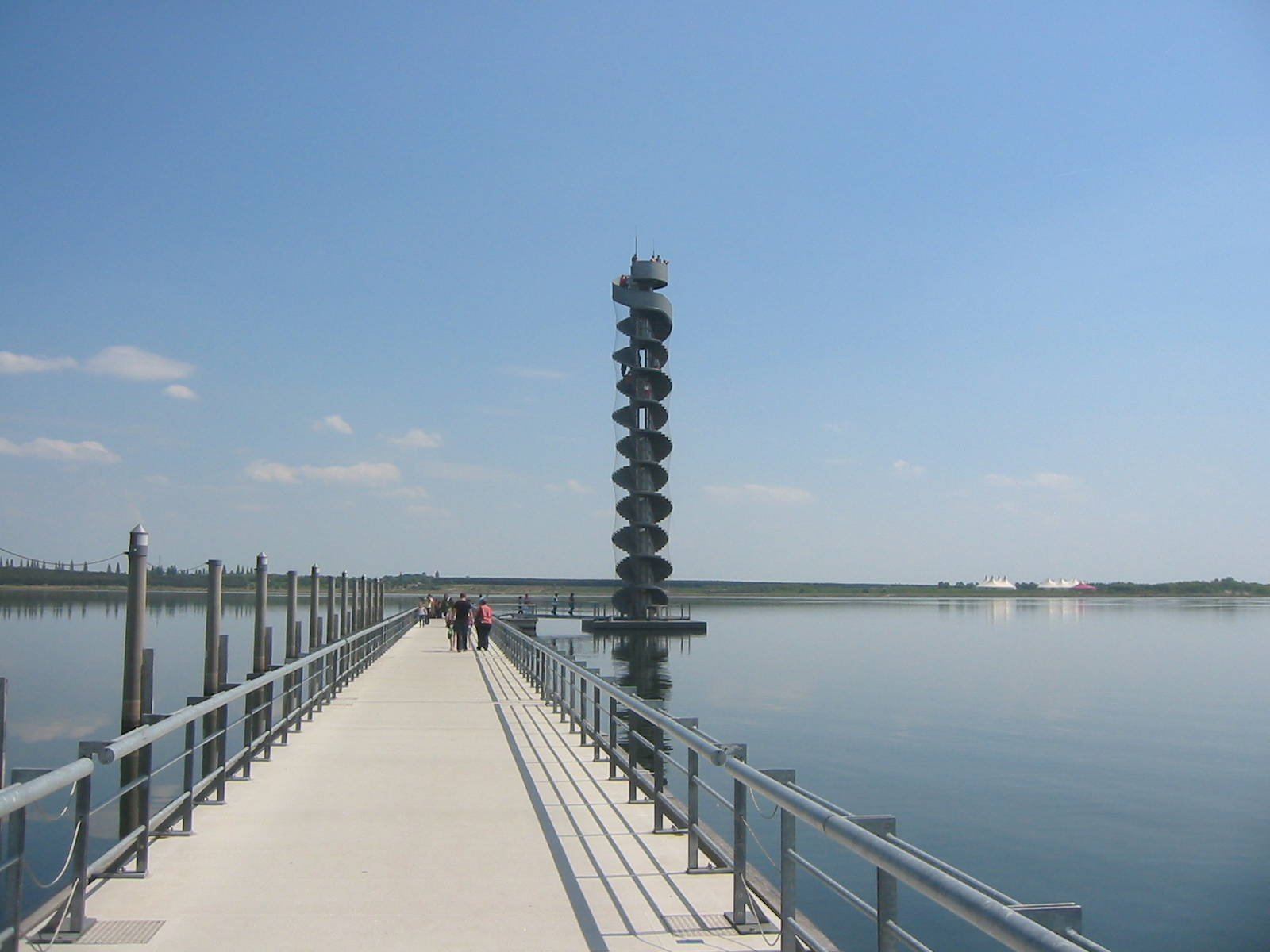
Pegelturm Goitzschesee im Mai 2012

Der Pegelturm Goitzschesee ist ein Aussichtsturm im nördlichen Teil des Großen Goitzschesees nahe dem Ort Bitterfeld. Er steht am Ende einer Seebrücke in der Gemarkung von Mühlbeck, einem Ortsteil der Gemeinde Muldestausee im Landkreis Anhalt-Bitterfeld in Sachsen-Anhalt.
Sein Name leitet sich von der in dieser Art einmaligen Konstruktion ab: Der gesamte sichtbare Turm schwimmt auf der Wasseroberfläche des Großen Goitzschesees und ist dabei in seinem Inneren von einer Stütze geführt, die in einem massiven Betonfundament fest auf dem Boden des Sees verankert ist. Somit kann sich der Turm an der inneren Stütze abhängig vom Wasserstand auf- und abbewegen – ähnlich einem Schwimmer bei einer Pegelanzeige. Zudem ist der Turm so gegen „Kentern“ gesichert.
Er bietet eine Rundumsicht auf den Großen Goitzschesee sowie auf die Orte Friedersdorf, Bitterfeld, Mühlbeck und Pouch, bei guter Fernsicht sogar bis zum Leipziger Völkerschlachtdenkmal.

## Zum Bauwerk

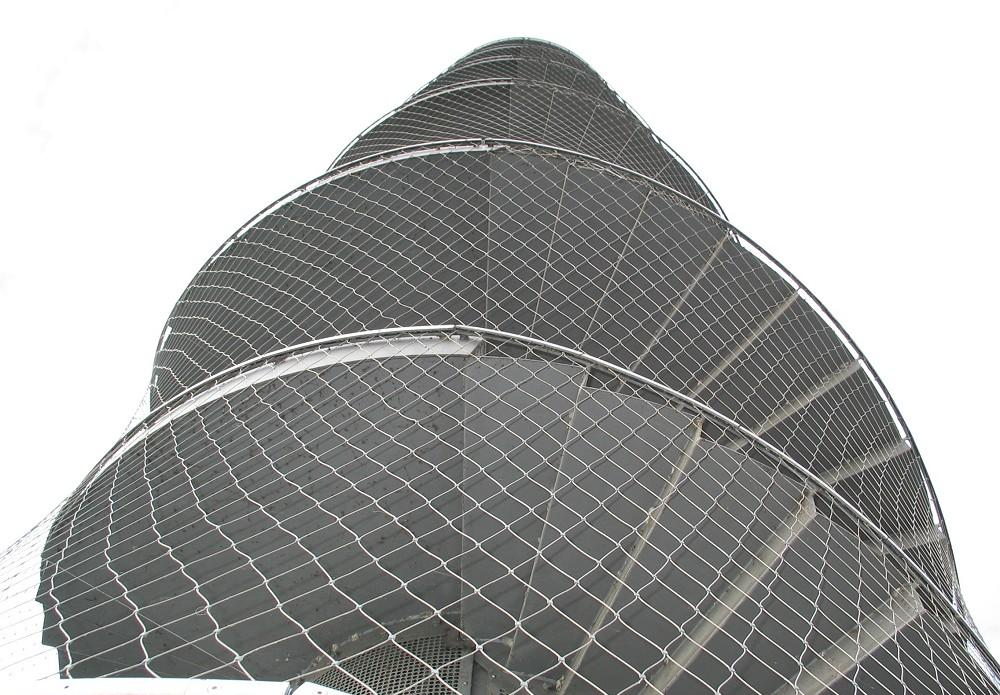
Stahlseilnetz

### Pegelturm
Der Pegelturm wurde vom 6. Juni 1999 bis 9. Juni 2000 aus Stahl errichtet. Die Baukosten beliefen sich auf ca. 5,5 Millionen DM. Seine Höhe beträgt 26 Meter. Den Zugang auf den Pegelturm erlaubt eine doppelläufige Spindeltreppe, deren Aufgang etwa 30 cm breiter ist als der Abgang. Dadurch ergibt sich das leicht geschwungene Erscheinungsbild des Turms. Insgesamt 144 Stufen führen auf die oberste Plattform hinauf. Das X-Tend genannte Edelstahlseilnetz, das den Turm wie ein überdimensionaler Strumpf umhüllt, wurde von der Firma Officium Design Engineering in Stuttgart konstruiert und von der Firma Carl Stahl in Süssen hergestellt. Die Statik stammt von Bollinger & Grohmann aus Frankfurt.

### Alte Seebrücke

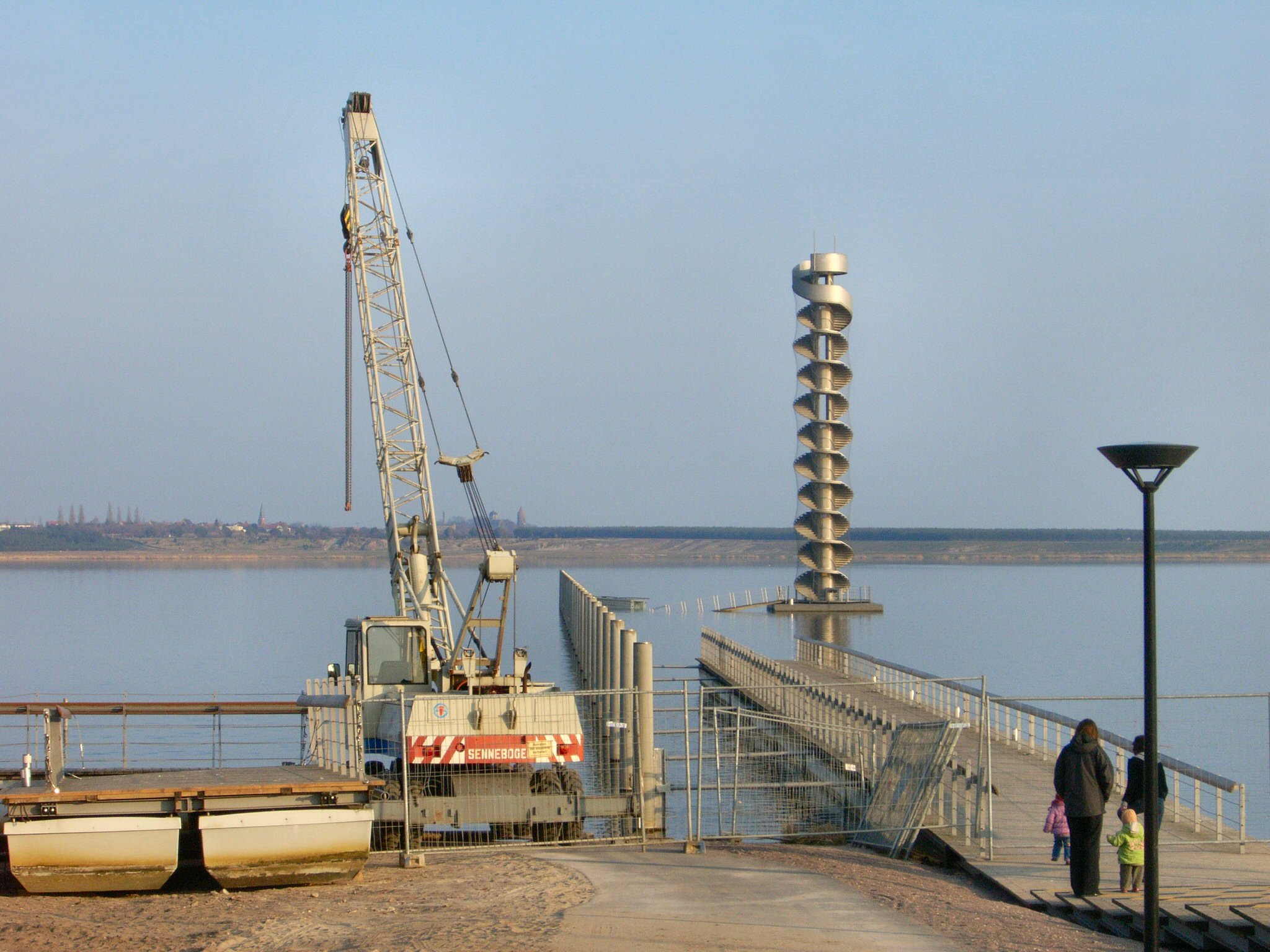
Zerstörte Seebrücke nach dem Orkan Kyrill 2007

Die alte Seebrücke bestand aus Stahl und Holz. Bei 24 Pontons und 25 Stützen erreichte sie so eine Länge von ca. 190 Metern. Die Planung übernahmen der Architekt Wolfgang Christ aus Weimar und der Ingenieur Klaus Bollinger aus Frankfurt. Sie wurde 2007 durch den Orkan Kyrill zerstört.

### Neue Seebrücke
Im April 2009 wurde mit den Arbeiten für eine neue Seebrücke begonnen. Hierbei wurden 18 Pfeiler in den Boden gerammt und die Brücke selbst aus elf Brückenteilen gefertigt. Diese elf Pontons haben jeweils eine Länge von 15 Metern bei einer Breite von 4 Metern. Sie sind jeweils 35 Tonnen schwer und bestehen aus einem mit Beton ummantelten Styroporblock sowie einem Metallgeländer. Die Baukosten beliefen sich auf ca. 580.000 Euro. Seit dem 11. Juni 2009 ist die Seebrücke für die Besucher wieder geöffnet. 